# Oleśnik górski
Oleśnik górski, żebrzyca oleśnik (Libanotis pyrenaica (L.) Bourg.) – gatunek roślin z rodziny selerowatych (baldaszkowatych).

## Rozmieszczenie geograficzne
Występuje w strefie umiarkowanej Eurazji – w dużej części Europy (z wyjątkiem zachodnich i południowych krańców: Islandii, Irlandii, Portugalii i wysp na Morzu Śródziemnym), w północno-zachodniej Afryce (Maroko) oraz w zachodniej Azji (Kaukaz, Kazachstan, zachodnia i środkowa Syberia).
W Polsce rozproszony jest w całym kraju, częściej spotykany jest na Przedgórzu Sudeckim, w pasie wyżyn, w dolinie Bugu, środkowej i dolnej Wisły i Pojezierzu Wschodniopomorskim. Dane o dokładnym rozmieszczeniu są niejasne ze względu na nieprecyzyjne rozróżnianie tego gatunku i oleśnika syberyjskiego L. sibirica. Lokalnie gatunek jest bardzo pospolity i ekspansywny np. na Wyżynie Śląsko-Krakowskiej, co łączone jest z przemianami użytkowania gruntów rolniczych, zwłaszcza zanikiem wypasu.
Należy w Europie Środkowej do tzw. przeżytków kserotermicznych tj. reliktów postglacjalnych, które rozprzestrzeniły się w okresie ocieplenia tuż po ustąpieniu ostatniego lądolodu.

## Morfologia

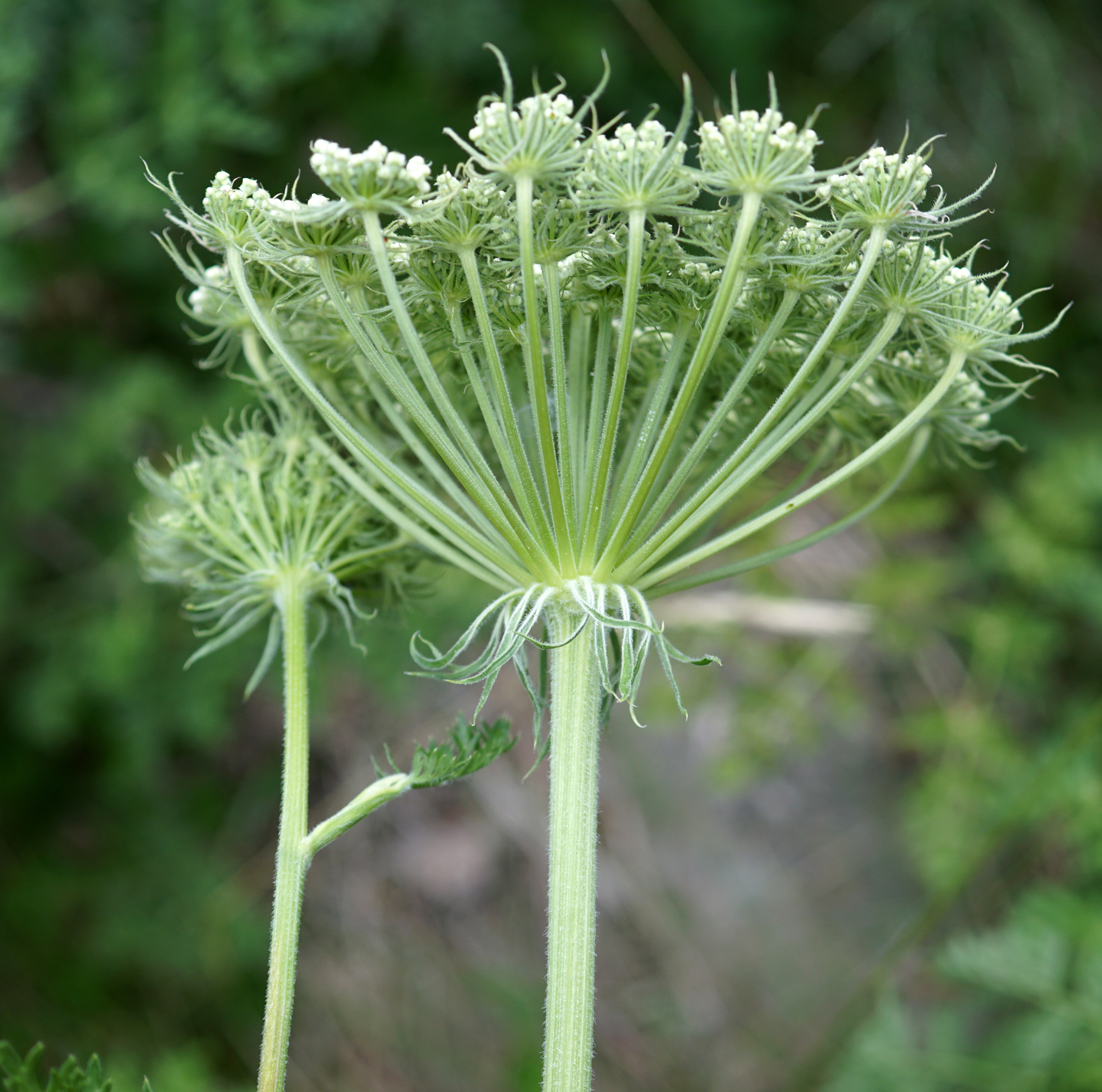
Kwiatostan z licznymi pokrywami i owłosioną łodygą

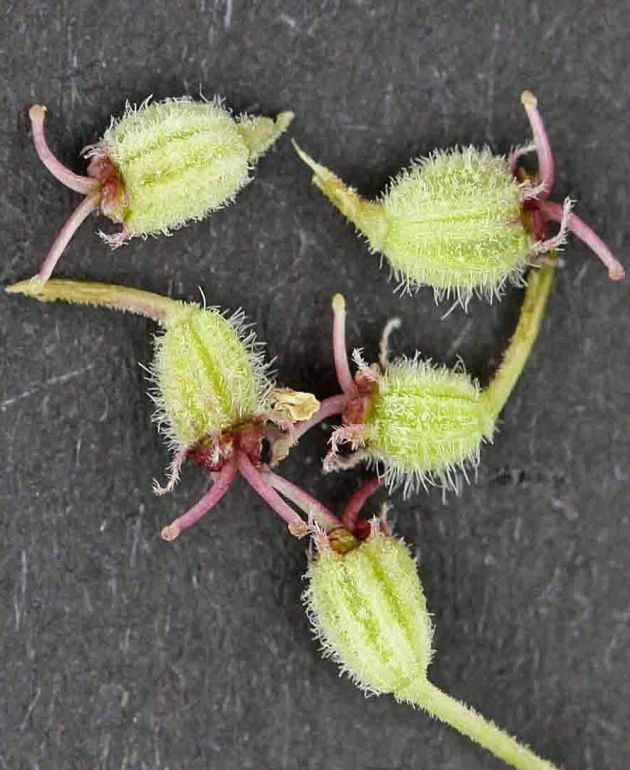
Owłosione owoce

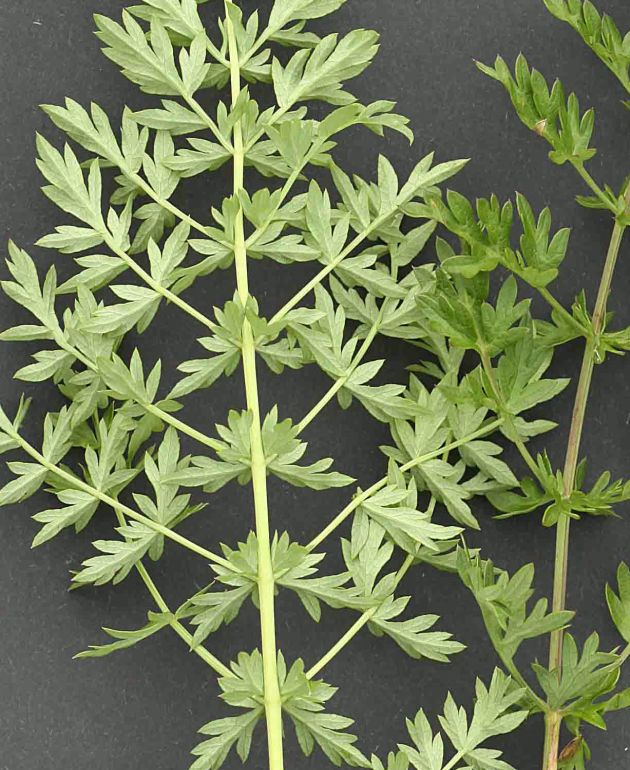
Silnie podzielone dolne liście

PokrójRoślina zielna z wrzecionowatym kłączem, w dolnej części rozgałęziającym się, w szyi korzeniowej okrytym resztkami obumarłych liści. Łodyga jest gruba, osiąga zazwyczaj do 1,2 m wysokości, w górze jest rozgałęziona, jest pełna, głęboko bruzdowana, owłosiona lub rzadziej naga.
LiścieDolne ogonkowe, górne siedzące na pochwiastych nasadach. Blaszka liścia w ogólnym zarysie trójkątnie jajowata, 2–3-krotnie podzielona pierzasto, odcinki (listki) ostatniego rzędu jajowate z nasadą klinowatą, pierzasto wcinane, z łatkami podłużnie jajowatymi, zaostrzonymi.
KwiatyZebrane w baldaszki, które w dużej liczbie (do 40) tworzą baldachy złożone o owłosionych szypułach. Pokrywy składają się z wielu, równowąsko lancetowatych i owłosionych listków. Pokrywki także są liczne, mają kształt równowąsko szydlasty i także są owłosione. Płatki korony są kolisto jajowate, białe, rzadziej czerwonawe, osiągają do 1 mm długości. Kielich z wyraźnymi, szydłowatymi działkami, które jednak z czasem odpadają. Słupek pokryty sztywnymi włoskami.
OwoceJajowate, owłosione rozłupnie o długości 3–4 mm i szerokości 1,5–2,5 mm, pokryte tępymi żebrami.
Gatunek podobnyOleśnik syberyjski Libanotis sibirica różni się pokrywami, których u niego brak lub co najwyżej składają się z kilku listków, łodygą płytko żebrowaną i zwykle nagą, liśćmi (także dolnymi) pojedynczo pierzasto złożonymi.

## Biologia i ekologia
Roślina dwuletnia i bylina kwitnąca od lipca do września. Kwiaty są owadopylne. Rośnie na siedliskach świeżych i suchych, preferuje gleby zasobne w węglan wapnia. Jest gatunkiem wskaźnikowym dla kserotermicznych muraw naskalnych (siedlisko przyrodnicze o kodzie 6210), często rośnie także w ziołoroślach kserotermicznych, na odłogach, przydrożach i przytorzach, w zaroślach i na skrajach lasów. W fitosocjologii gatunek charakterystyczny muraw z zespołu roślinności Seslerio-Festucion duriusculae i związku Geranion sanguinei.
Z oleśnikiem górskim związanych jest szereg monofagów i oligofagów ze świata owadów. Należą do nich: Dysaphis libanotidis (mszycowate), Depressaria nemolella, Depressaria hofmanni, Agonopterix curvipunctosa, Agonopterix silerella, Agonopterix parilella (motyle), Megalodontes cephalotes (błonkoskrzydłe). Spośród grzybów tylko na tym gatunku stwierdzono: Ascochyta libanotidis. Gatunek ten jest też jednym z kilku, na których rozwijają się takie grzyby jak: Phyllosticta selini, Ramularia libanotidis. Oleśnik górski jest też wyłączną rośliną żywicielską zarazy Bartlinga Orobanche bartlingii.
Liczba chromosomów 2n = 22. Na różnych obszarach występują populacje będące diploidami lub tetraploidami, w Europie Środkowej tylko na jednym stanowisku w Polsce stwierdzono współwystępowanie roślin diploidalnych i tetraploidalnych.

## Zmienność
Wyróżniane są trzy podgatunki:
- Libanotis pyrenaica subsp. atlanticum (Maire) Dobignard – Maroko[3].
- Libanotis pyrenaica subsp. intermedia (Rupr.) O.Schwarz – wschodnia Europa od Uralu po Finlandię, kraje bałtyckie, Białoruś, Ukrainę, Bułgarię i Grecję, poza tym na Węgrzech[3].
- Libanotis pyrenaica subsp. pyrenaica – podgatunek nominatywny, występuje w całym zasięgu z wyjątkiem obszarów, gdzie zastępowany jest przez ww. podgatunki[3].